# Suspensión con brazo de arrastre

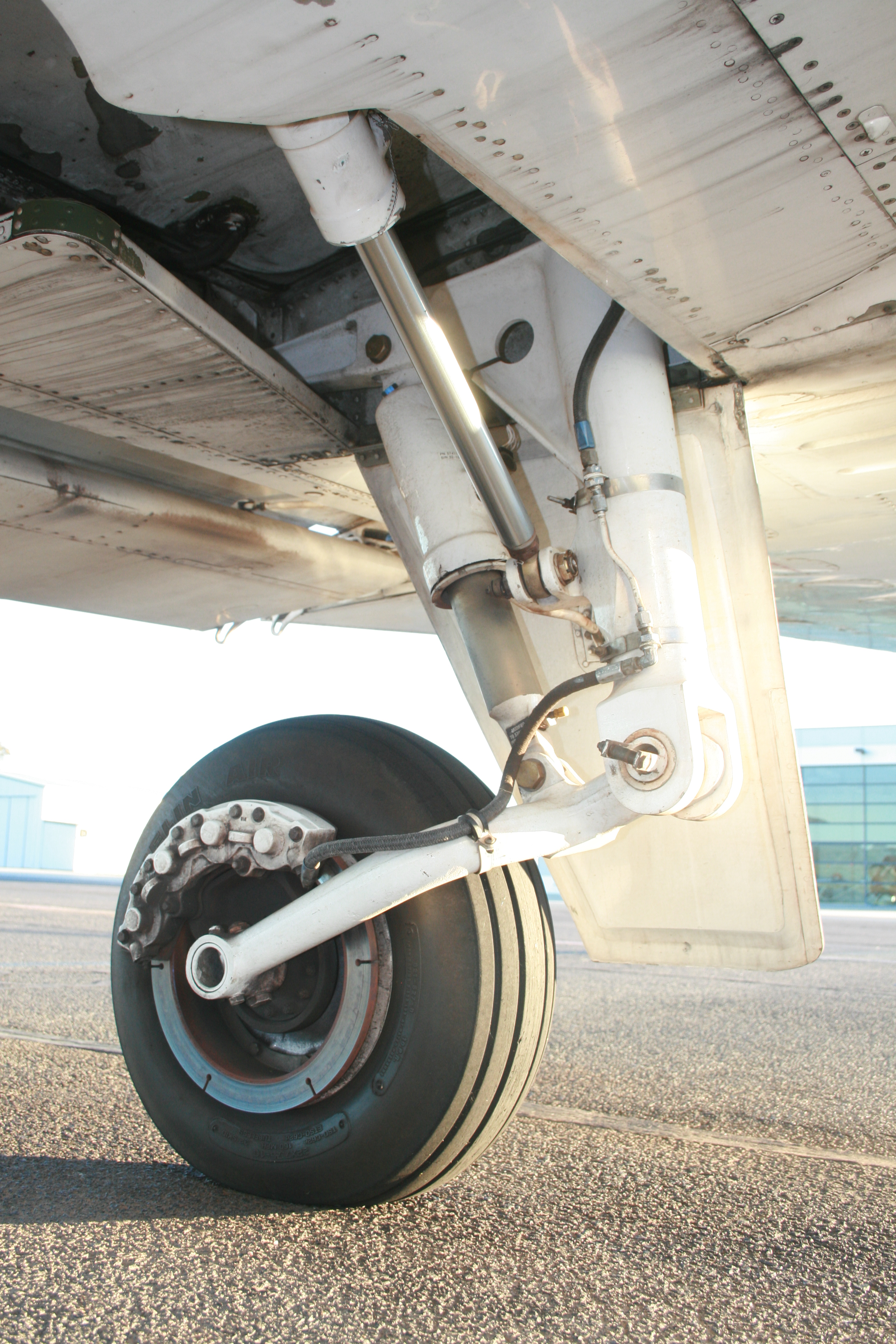
Brazo de arrastre de la suspensión del tren de aterrizaje delantero de una avioneta Cessna 404

Una suspensión con brazo de arrastre, a veces denominada simplemente suspensión de arrastre, es un tipo de suspensión de automóvil en el que uno o más brazos (o "enlaces") están conectados entre el eje de rodadura (perpendicularmente y por delante) y un punto de pivote (ubicado en el chasis de un vehículo). Normalmente se utiliza en el eje trasero.
Algunos vehículos, como el Citroën 2 CV y el M422 Mighty Mite, disponen de brazos principales, formados por una barra conectada entre el eje de rodadura (situada perpendicularmente y por detrás de este) y el chasis, mediante los que se da forma al sistema de suspensión del eje delantero.

## Tipos

### Brazo de arrastre
Los diseños con brazo de arrastre en configuraciones de eje rígido a menudo usan solo dos o tres barras de enlace y una suspensión Panhard para situar la rueda lateralmente. También se puede utilizar un diseño de brazo de arrastre en una disposición de suspensión independiente. El buje central de cada rueda está ligado solo a un brazo principal y aproximadamente triangular, que pivota en un punto, por delante de la rueda. Visto de lado, este brazo está aproximadamente colocado paralelo al suelo, y el su ángulo va cambiando según las irregularidades de la carretera. Un eje de torsión es muy similar, excepto en que los brazos están conectados por una viga, que se usa para ubicar las ruedas y que gira y tiene un efecto antivuelco.
Algunas aeronaves también usan brazos de arrastre en su tren de aterrizaje, con amotiguadores de aceite para la absorción de impactos. Un tren de aterrizaje equipado con un brazo de arrastre da como resultado aterrizajes más suaves y una mejor conducción en comparación con otros tipos de tren de aterrizaje.

### Brazo semiarrastrado
Una suspensión con un brazo semiarrastrado es un sistema de suspensión independiente flexible para automóviles, en el que el buje de cada rueda está ligado solo por un brazo principal, aproximadamente triangular, que gira sobre dos puntos. Vista desde arriba, la línea formada por los dos pivotes se sitúa en un ángulo comprendido entre la paralela y la perpendicular con respecto al eje longitudinal del automóvil; y generalmente está orientado paralelamente al suelo. Los diseños de brazo de arrastre y suspensión multibrazo se usan mucho más comúnmente para las ruedas traseras de un vehículo, donde permiten diseñar un chasis con el suelo más plano y más bajo para disponer de un mayor espacio de carga. Muchos vehículos pequeños con tracción delantera cuentan con una suspensión MacPherson delantera y con un eje trasero con brazo de arrastre.